# Calendarium Naturale Magicum Perpetuum
El Calendarium Naturale Magicum Perpetuum es un grimorio y una impresión esotérica de los grabados de calendario del bajo renacimiento (c.1619-1620), cuyo título completo es Magnum Grimorium sive Calendarium Naturale Magicum Perpetuum Profundissimam Rerum Secretissimarum Contemplationem Totiusque Philosophiae Cognitionem Complectens. Contiene tres hojas, mide más de cuatro pies de longitud y cerca de dos pies de ancho, e incluye un ejemplo temprano de Pentagrámaton.
El «autor» en la impresión de Fráncfort de 1619 (o 1620) se da a Johann Baptist Großschedl von Aicha (Fráncfort 1620), y se atribuyen algunos de los grabados a Tycho Brahe. El grabador original se da a Theodor de Bry (grabador alemán, 1528–1598) tal como se publicó originalmente en 1582. El grabador de 1620 utilizado por Großschedl puede ser Matthäus Merian (grabador suizo, 1593–1650). La obra precedió e influyó el furor de Rosacrucismo.